# Bentinho
Bentinho est un footballeur brésilien né le 18 décembre 1971.